# Doktorn sliter hund
Doktorn sliter hund (engelska: In the Doghouse) är en brittisk komedifilm från 1962 i regi av Darcy Conyers.
Filmen är baserad på Alex Duncans roman It's a Vet's Life.

## Handling
Två nyexaminerade veterinärer blir bittra konkurrenter.

## Rollista i urval
- Leslie Phillips - Jimmy Fox-Upton
- Peggy Cummins - Sally Huxley
- Hattie Jacques - Josephine Gudgeon
- James Booth - Bob Skeffington
- Colin Gordon - Dean
- Esma Cannon - Mrs. Raikes
- Fenella Fielding - Miss Fordyce
- Joan Hickson - Miss Gibbs
- Harry Locke - Sid West
- Patsy Rowlands - barflicka